# Sinagoga Jaim Pinto
La sinagoga Jaim Pinto, és un indret històric d'Essaouira, al Marroc, que anteriorment va ser una ciutat coneguda com a Mogador. El temple va ser la llar i la sinagoga del rabí Jaim Pinto. Encara que ja no hi ha una comunitat jueva a Essaouira, l'edifici és una sinagoga activa, utilitzada pels peregrins o els grups de turistes jueus que visiten la ciutat. La sinagoga està en la segona planta, en un edifici de tres plantes, amb un pati, situat dins dels murs de la ciutat antiga, i que conté la llar del rabí i l'oficina. L'edifici és de guix blanc i maçoneria. La sinagoga consisteix en una gran sala. Hi ha dues seccions per a les dones, una s'estén a través del pati, i l'altra es troba en la tercera planta, ambdues disposen de finestres, des d'on es pot observar la sinagoga. La sala de la sinagoga necessitava una reparació i una modernització, acabar el sostre i les columnes cabdals, pintar la fusta de l'arc de la Torà, i la bimah de color blau.